# Doksy
Doksy (německy Hirschberg, Bad Hirschberg) jsou město v jižní části okresu Česká Lípa, v Libereckém kraji. Ve městě, včetně částí Břehyně, Kruh, Obora, Staré Splavy, Vojetín a Žďár, žije přibližně 5 100 obyvatel.
Město leží na břehu Máchova jezera, u silnice I/38 mezi Mladou Boleslaví a Českou Lípou a prochází jím železniční trať Bakov nad Jizerou – Jedlová.
Sousedními obcemi sídla jsou Okna, Ralsko, Bělá pod Bezdězem, Provodín, Jestřebí, Chlum, Bezděz, Blatce, Dubá, Skalka u Doks, Luka, Březovice, Nosálov a Tachov.

## Historie

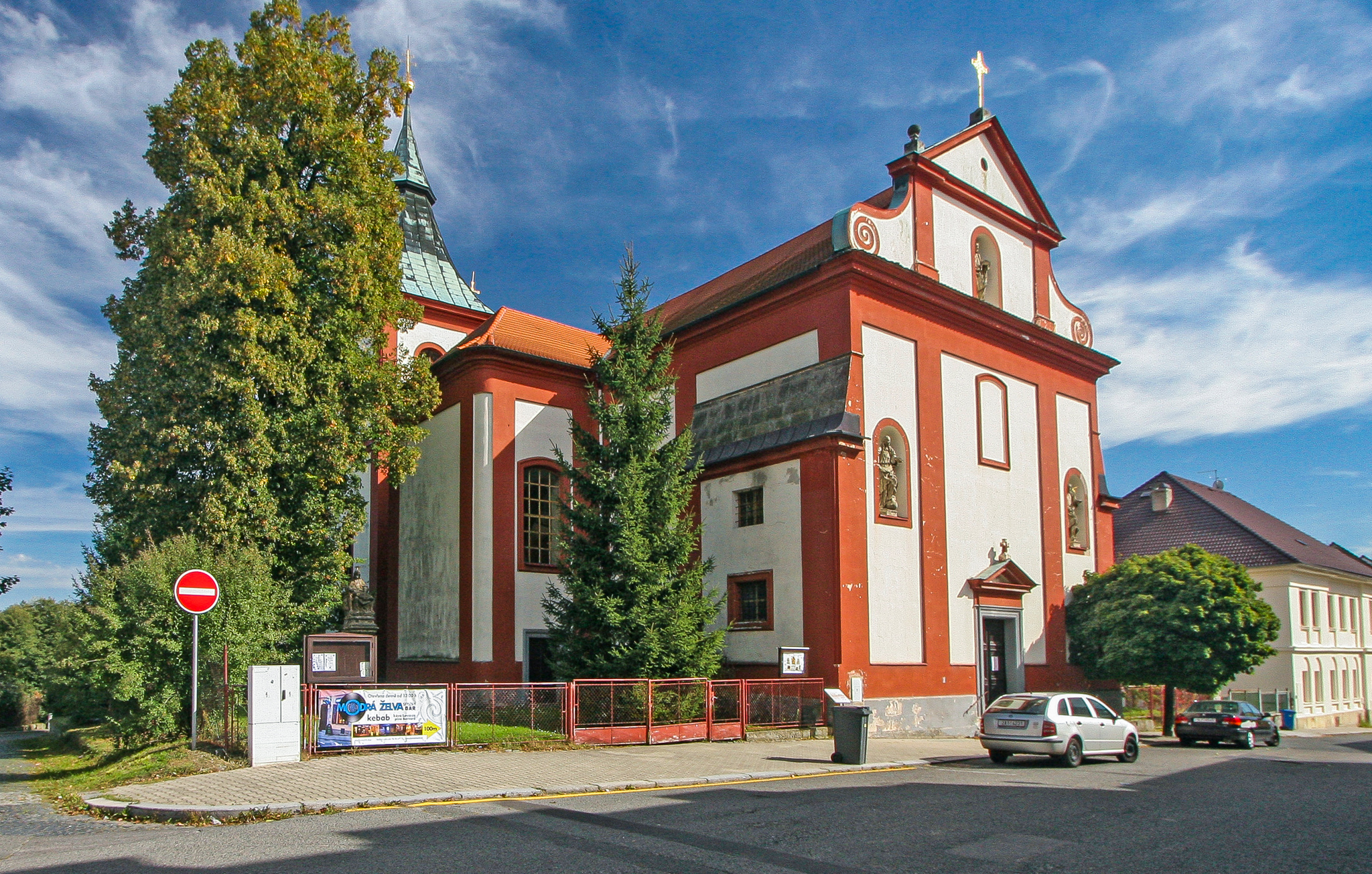
Kostel svatého Bartoloměje a Nanebevzetí Panny Marie

### Založení města
Město vzniklo po příchodu německých kolonistů se záměrem českého krále Přemysla Otakara II. chránit obchodní stezky (Mělnická i Žitavská) a čelit vzestupu moci rodu Markvarticů. První písemná zmínka o obci je z královy listiny psané v Písku roku 1264, kdy německým lokátorům Hartvíkovi a Konrádovi z Kravař věnoval sto lánů půdy u potoka nazývaného Doksi. Tato listina byla dlouho pokládána za zakládající listinu budoucího města Doksy. Podle dalších zdrojů se věnovaná půda netýkala Doks, ale Starého Bezdězu, protože mezi již existujícími vesnicemi byla jmenována existující ves Hirschberg. To byl původní německý název vsi, jemuž noví, čeští osadníci dali později jméno Doksy. Český i německý název se s malými dobovými změnami používal do roku 1945.
Další listiny o Hirsperchu pochází jak ze stejného roku 1264, tak v listině jeho syna krále Václava II. z roku 1293. Listina od Václava II., který zde příliš nepobýval, je považována pro historii města za první jistý psaný dokument.

### Další vývoj

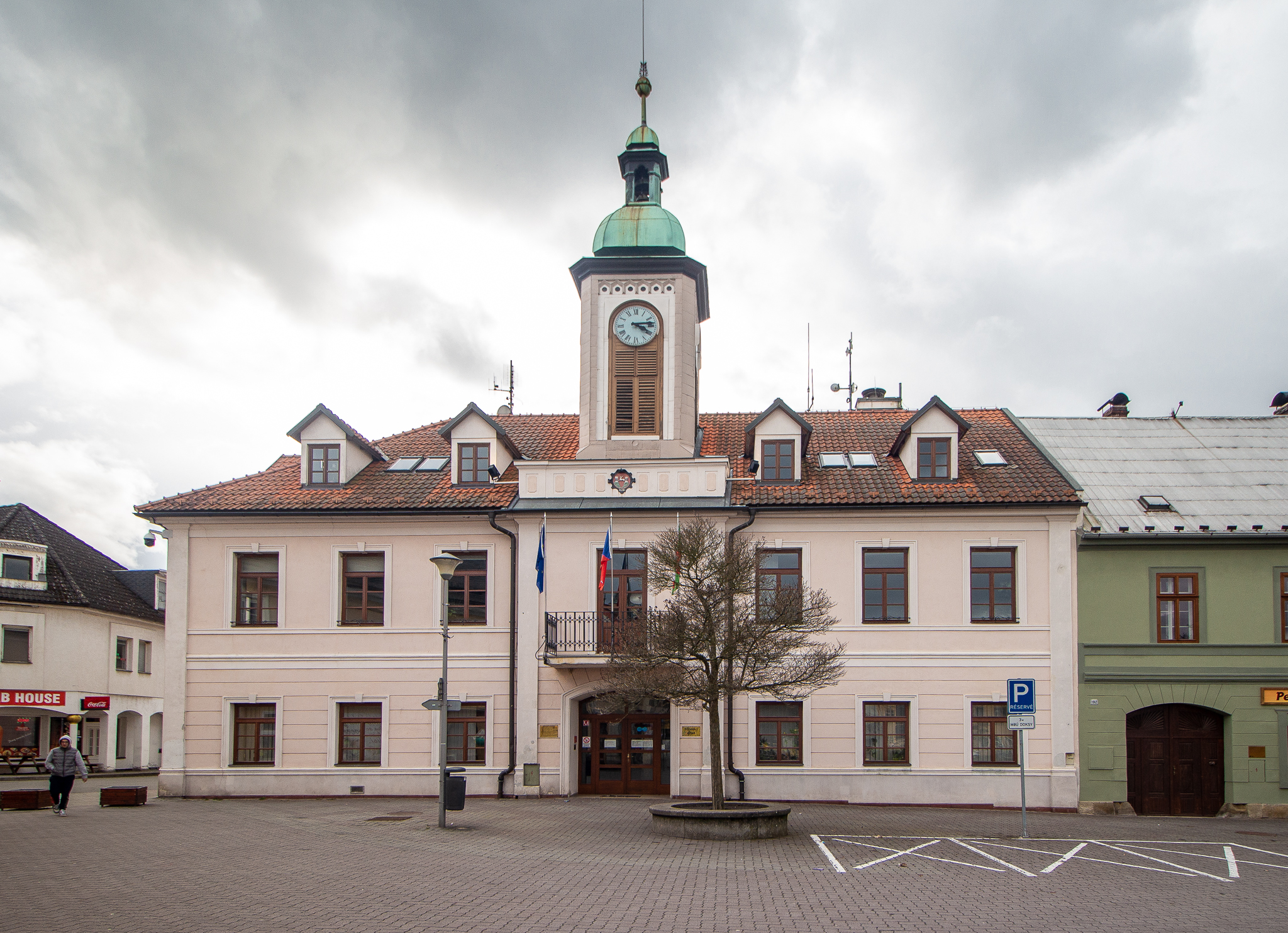
Radnice na nám. Republiky

Nejvíce rozvoji města napomohl císař Karel IV., od něhož dostaly Doksy významná městská privilegia (soudní pravomoc, týdenní trhy, práva várečné a mílové) a který v roce 1366 či 1367 nechal založit Velký rybník s rozlohou 350 ha, který je dnes nazýván Máchovo jezero.
Jeho syn Zikmund Lucemburský panství zastavil Janu z Michalovic, který je s pomocí mj. Berků z Dubé začlenil do protihusitské enklávy. Husité pak roku 1426 bezdězské panství včetně Doks vyplenili. V roce 1445 zadlužené panství koupil Jan Smiřický ze Smiřic, ale po jeho popravě roku 1453 se panství vrátilo Michalovicům. V tomto období zde české obyvatelstvo převládalo.
V 15. a 16. století došlo k rozvoji oblasti díky zintenzivnění rybníkářství, bylo vybudováno dalších pět rybníků. V roce 1531 jejich hráze protrhla velká povodeň. V období třicetileté války byl kraj popleněn vojsky a později dosídlen Němci.
V roce 1553 došlo k dělení bezdězského panství, při čemž díl s hradem a Doksy dostala Saloména, dcera Jana Špetleho z Prudic. Provdala se za Mikuláše Zajíce z Hazmburka, který roku 1558 od Ferdinanda I. dostal její podíl do zástavy. Ještě téhož roku od něj panství koupila vdova po Václavu z Vartemberka, Kateřina z Hungerkoštu a později různé díly odkázala svým dětem z prvního i druhého manželství. Ty do roku 1566 skoupil její nejstarší prvorozený syn z prvního manželství, Jan z Vartenberka. V Doksech poté založil panský dvůr, na jehož místě později vznikl zámek. Když v roce 1588 získal bezdězské panství do alodiálního vlastnictví, učinil z města jeho správní centrum. Po Janově smrti panství spravovala vdova Barbora, rozená z Lobkovic, která je odkázala svému druhému manželovi Václavu Berkovi z Dubé. Václav se jako jeden z direktorů zúčastnil stavovského povstání v letech 1618–1620 a po jeho porážce patřil k pánům popraveným na Staroměstském náměstí. Jeho zkonfiskovaný majetek 6. července 1622 koupil Adam z Valdštejna. Ještě téhož roku je ale přenechal svému synovci Albrechtovi z Valdštejna.
V roce 1620, týden po bitvě na Bílé hoře bylo městečko vypleněno vojskem bavorského vévody Maxmiliána. Po roce 1634 zde panoval rod Butlerů. V roce 1680 městečko i přilehlé panství Butlerové prodali hraběti Arnoštu Josefovi z Valdštejna. Rod Valdštejnů pak zámek vlastnil až do roku 1945.
Na konci 18. století město vyhořelo a status města ztratilo. Po roce 1800 nastala v českých zemích konjunktura textilního průmyslu. Také v Doksech si syn břehyňského mlynáře a majitel prosperující pily František Wünsche nechal postavit na Továrním vrchu kartounku a pro dělníky v jejím sousedství řadu domků, tzv. Malou stranu. Díky této továrně vzrostl počet stálých obyvatel na dva tisíce. Wünsch se často s hrabětem Valdštejnem[který?] dostával do ostrých sporů, protože své dělníky platil lépe. Valdštejn pak vyvinul nemalé úsilí, aby se kartounka dostala do potíží. V roce 1839 byla definitivně uzavřena, Valdštejn pozemky skoupil a z Doks se odstěhovalo najednou pět set lidí.

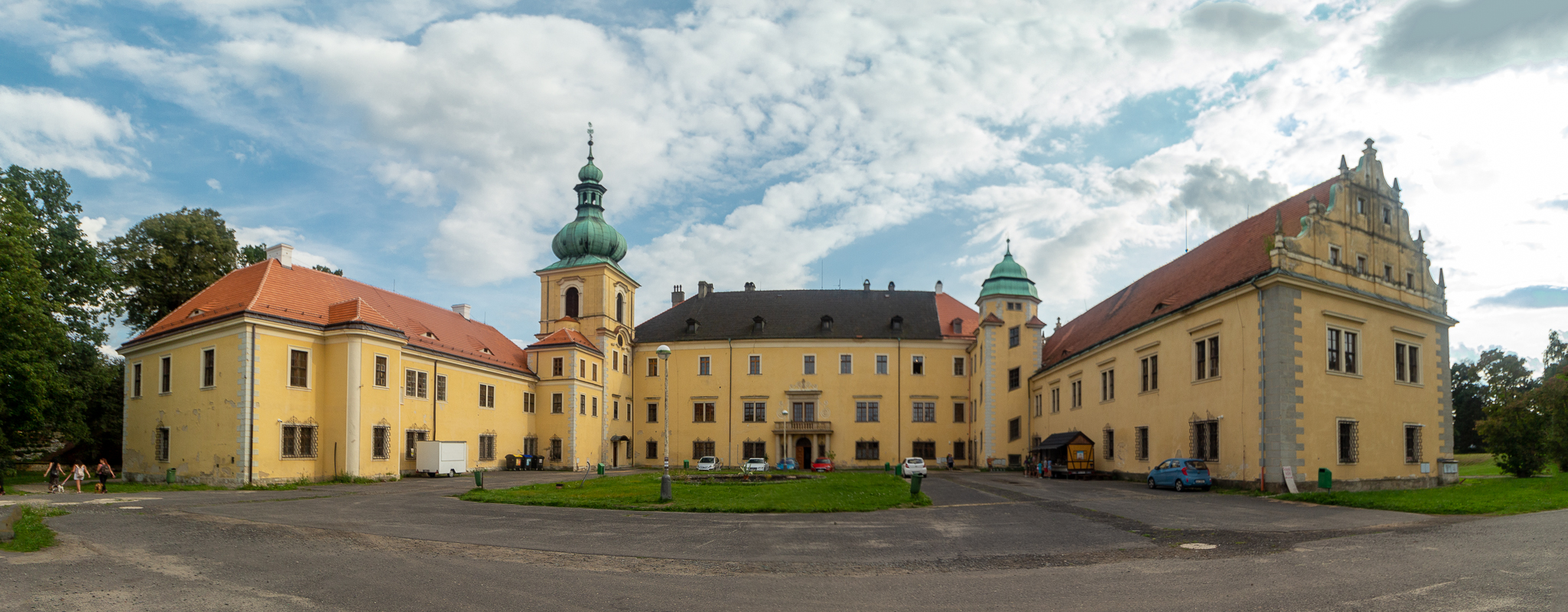
Zámek Doksy

Koncem 19. století se městečko orientovalo na turistický ruch. Roku 1867 spojila s okolím město železniční trať. V období tzv. první republiky se Doksům říkalo Severočeské vodní lázně, či Severočeská riviéra. Roku 1928 byla na břehu Máchova jezera vytvořena pláž. Mezi roky 1938 a 1945 patřily německy mluvící Doksy do Třetí říše v rámci Sudetské župy. Po druhé světové válce zde došlo k takřka kompletní výměně obyvatelstva a místních názvů (např. osada Heuthor – Brána).

## Přírodní poměry
Ve správním území města existuje několik chráněných lokalit:
- Národní přírodní rezervace Břehyně – Pecopala
- Národní přírodní památka Swamp
- Jestřebské slatiny, národní přírodní památka společně i na katastru sousední obce Jestřebí (okres Česká Lípa)
- Chráněná krajinná oblast Kokořínsko – Máchův kraj

## Obyvatelstvo
Při sčítání lidu v roce 1921 ve městě žilo 1 880 obyvatel (z toho 846 mužů), z nichž bylo 193 Čechoslováků, 1 647 Němců, dva příslušníci jiné národnosti a 38 cizinců. Převážná většina (1 825 osob) byla římskými katolíky, 32 evangelíky, dva lidé patřili k církvi československé, šest k izraelské, dva k jiným nezjišťovaným církvím a třináct lidí bylo bez vyznání. Podle sčítání lidu z roku 1930 mělo město 2 565 obyvatel: 375 Čechoslováků, 2 134 Němců, jednoho příslušníka jiné národnosti a 51 cizinců. Počet katolíků vzrostl na 2 366, evangelíků na 86 a příslušníků církve československé na 29. Tři lidé se hlásili k izraelské církvi, pět k nezjišťovaným církvím a 76 lidí bylo bez vyznání.
| Rok            | 1869  | 1880  | 1890  | 1900  | 1910  | 1921  | 1930  | 1950  | 1961  | 1970  | 1980  | 1991  | 2001  | 2011  | 2021  |
| -------------- | ----- | ----- | ----- | ----- | ----- | ----- | ----- | ----- | ----- | ----- | ----- | ----- | ----- | ----- | ----- |
| Počet obyvatel | 2 094 | 2 124 | 1 949 | 1 727 | 1 710 | 1 880 | 2 565 | 2 613 | 3 250 | 3 324 | 4 349 | 4 052 | 4 076 | 4 076 | 4 050 |
| Počet domů     | 265   | 281   | 283   | 269   | 299   | 320   | 496   | 527   | 643   | 522   | 698   | 743   | 810   | 875   | 875   |

## Vývoj státní správy
Doksy byly v roce 1848 panstvím, jehož majitelem byl hrabě Kristián z Valdštejna a Vartenberka. Panství Doksy náleželo do Boleslavského kraje a patřilo k němu 27 vesnic.
Po zrušení poddanství a v důsledku revolučních událostí roku 1848 došlo v Rakousko-Uhersku k radikálním změnám státní správy. Byla zrušena panství šlechty, ustanoveny během roku 1850 nové kraje, politické a soudní okresy. Po reformě byl utvořen Českolipský kraj s deseti politickými okresy. Doksy i se Starými Splavy byly zařazeny do politického okresu Dubá. V Dubé byl vytvořen i soudní okres, který podléhal krajskému soudu v České Lípě.
Při další státní reformě byl roku 1855 Českolipský kraj zrušen a byly ustaveny jiné kraje. Politický okres Dubá, kam Doksy i nadále patřily, se staly součástí Kraje Mladá Boleslav.
V roce 1862 byly zcela zrušeny kraje a poté řada politických okresů. Doksy v okrese řízeném okresním hejtmanstvím v Dubé zůstaly. V Dubé zůstal i soudní okres. Tento stav s menšími úpravami zůstal do roku 1948. V období protektorátu byly kraje obnoveny. Na území Sudet vznikly tři kraje, okres Dubá i s Doksy byly zařazeny pod kraj Ústí nad Labem.
Při reformě provedené k 1. lednu 1949 byl vytvořen politický okres Doksy, který patřil pod Liberecký kraj. V roce 1960 byl okres Doksy zrušen, většina jeho území byla vřazena do okresu Česká Lípa, kde je dodnes.

## Části města
Město se skládá z osmi částí, které leží na dvou nesousedících územích:
- Doksy, Břehyně a Staré Splavy v katastrálním území Doksy u Máchova jezera
- Kruh v k.ú. Kruh v Podbezdězí
- Obora v k.ú. Obora v Podbezdězí
- Žďár v k.ú. Žďár v Podbezdězí
- Zbyny v k.ú. Zbyny
- exklávou, oddělenou jen úzkým pruhem k.ú. Houska, je Vojetín v k.ú. Vojetín

Od 1. května 1976 do 30. června 1990 k městu patřila i Skalka u Doks.

## Doprava

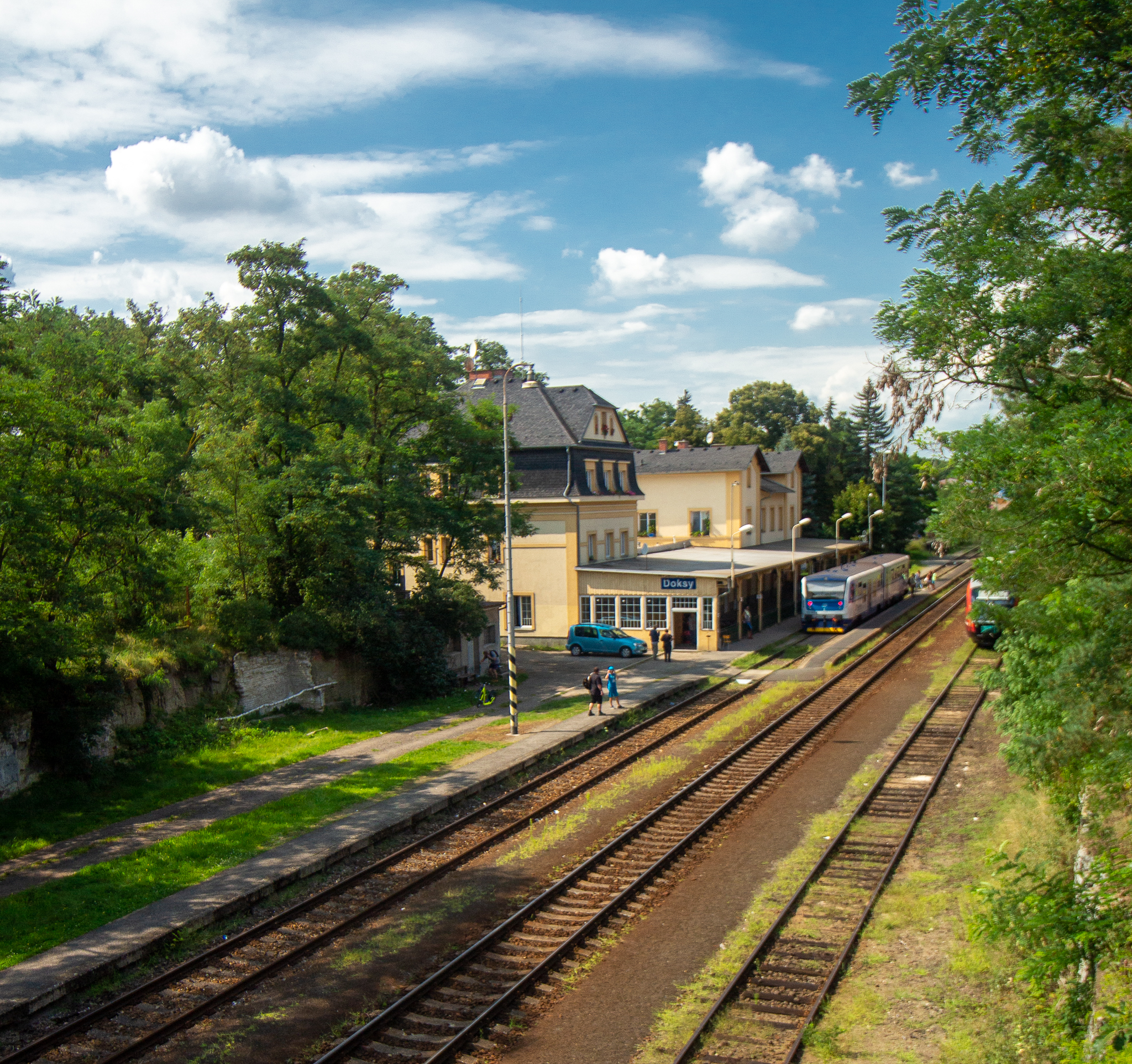
Železniční stanice Doksy u Máchova jezera, vítěz soutěže o nejkrásnější nádraží v roce 2017

Roku 1867 byl zahájen provoz na železniční trati z Bakova nad Jizerou přes Doksy do České Lípy. Trať 080, jak je značena v jízdním řádu, je dnes v provozu v trase Jedlová – Česká Lípa – Bakov nad Jizerou. Na nádraží  Doksy staví osobní vlaky z Bakova nad Jizerou do České Lípy, začínají tu i osobní vlaky jedoucí přes Českou Lípu na Jedlovou. Doksy se nacházejí rovněž na trase rychlíků linky D23, jezdící z Kolína přes Mladou Boleslav a Českou Lípu až do Rumburka.
Městem vede silnice I/38 a silnice II/270. Nachází se v něm autobusové nádraží, ze kterého odjíždějí autobusy do celé přilehlé oblasti i do vzdálenějších destinací. Doksy jsou součástí integrovaného dopravního systému Libereckého kraje.
Po Máchově jezeře je provozována pravidelná i výletní lodní doprava. V letním období je mezi Doksy a Starými Splavy v provozu výletní vláček.

## Společnost

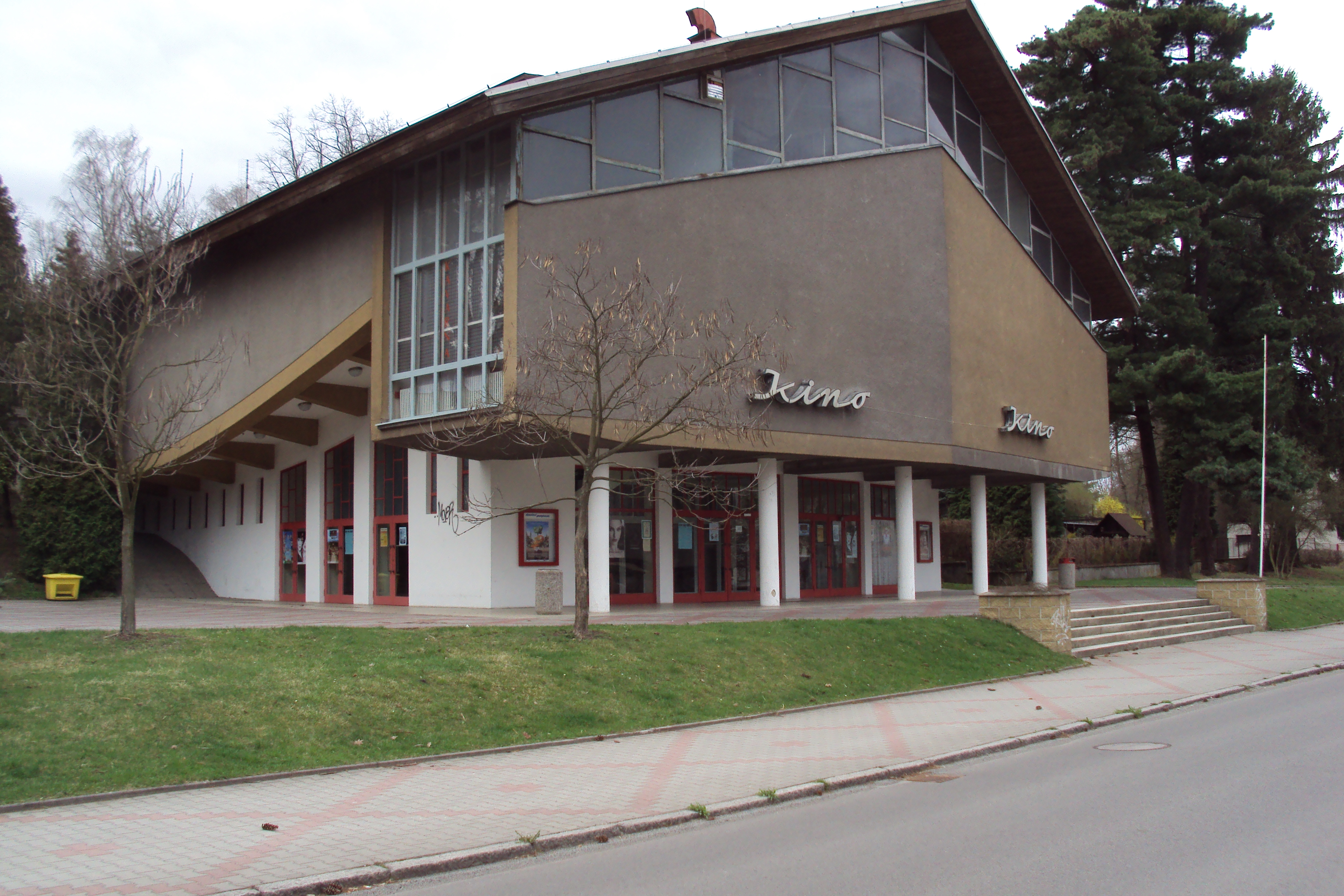
Kino v Doksech

Ve městě existovalo malé městské muzeum, kompletně zničené v roce 1945. V archivu města jsou uchovány muzejní dokumenty z let 1932 až 1944. V muzeu byly také uchovány rukopisy místních vlastivědných spisovatelů. Od roku 1960 je muzeem Památník Karla Hynka Máchy, které organizuje i některé akce pro veřejnost.
V roce 2021 byly Doksy centrem Mistrovství světa v orientačním běhu. Přímo v Doksech se běžely sprintové štafety.
Od roku 2002 se poblíž Doksů koná největší LARP bitva v ČR – Bitva Pěti Armád.

### Fotbal
V roce 1923 byl založen fotbalový klub SK Doksy. Začátkem druhé světové války (v roce 1939) byl zrušen, po jejím skončení v roce 1945 se klub podařilo založit znovu. V letech 1951 až 1955 změnil několikrát název, roku 1951 na Sokol Doksy, roku 1952 na Sokol SKP Doksy, roku 1952 na Sokol STS Doksy a roku 1953 na Dynamo Doksy. V těchto letech hrál krajskou a oblastní pravidelnou soutěž.
V současnosti patří místní klub k nejlepším ve své kategorii. Dokský A tým zakončil sezonu 2010/2011 v I. A třídě Libereckého kraje na 1. místě čtrnáctičlenné tabulky. V krajském přeboru se v červnu 2012 umístil na 3. místě.
Fotbalový B tým zakončil sezonu 2010/2011 v III. třídě okresu Česká Lípa na 5. místě čtrnáctičlenné tabulky. O rok později tým z Jestřebí, hrající jako B tým Doks, zvítězil ve II. třídě okresu a v sezóně 2012/2013 hrál v I. B třídě.

## Pamětihodnosti

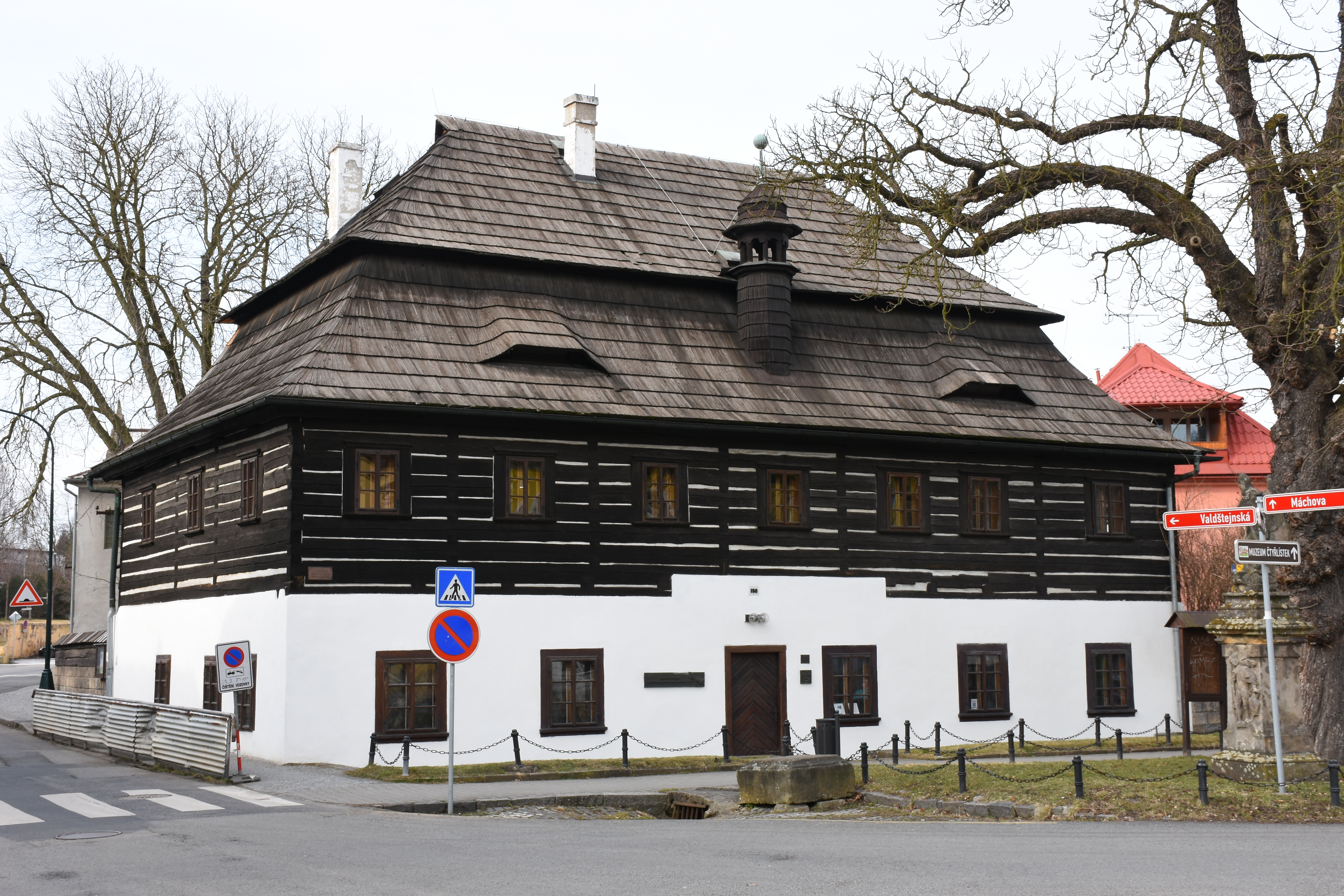
Památník Karla Hynka Máchy

Centrem města je náměstí s kostelem, mariánským sloupem, radnicí a měšťanskými domy.
- Máchovo jezero
- Kostel svatého Bartoloměje a Nanebevzetí Panny Marie – postaven na místě původního dřevěného kostelíku roku 1638, barokně přestavěn.[31] Z hradní kaple na Bezdězu sem byla přenesena kopie trůnící sochy Panny Marie Montserratské, jedna ze tří, které v Evropě existují.
- Radnice z roku 1855 postavena Janem Vincentem z Valdštejna místo původně dřevěné budovy shořelé při požáru v roce 1750. Po dalším požáru v roce 1842 byla budova přestavěna do současné podoby. Hodiny na věži dodány roku 1863 dílnou hodinářského mistra Karla Janoty z Poděbrad.
- Barokní mariánské sousoší z roku 1685 se sochou Panny Marie a čtyř světců – Jana Křtitele, Jana Nepomuckého, Floriána a Antonína Paduánského. Sousoší i radnice se nacházejí na náměstí Republiky (dříve Marktplatz).[32]
- Zámek Doksy – renesanční zámek z druhé půle 16. století je pod náměstím v anglickém parku, komentované prohlídky.
- Památník Karla Hynka Máchy – umístěn v nejstarším roubeném stavení ve městě, tzv. Hospitálku, založeném v roce 1669 a dodnes zachovaném v původní podobě, expozice věnované básníkovi, rybářství a rybníkářství
- Kino Máj – architektonicky významná stavba navržena Karlem Hubáčkem
- Pomník Karla Hynka Máchy – odhalen před zdejší základní školou 29. května 1960
- Hraběcí čekárna na vlakovém nádraží; pro Valdštejny, kteří měli zásluhu o zavedení železnice do Doks.
- Památná lípa malolistá u železničního přejezdu ke hřbitovu
- Hřbitovní kaple (Valdštejnská kaple) z roku 1933 s přilehlými hroby Valdštejnů-Vartenberků
- Na místním hřbitově je hrob Antonína Bennewitze[33]
- Muzeum Čtyřlístku – otevřeno v roce 2011 v podkroví místní knihovny, dnes sídlící na zámku, jde o expozici známé komiksové čtveřice Čtyřlístek z dílny Jaroslava Němečka
- Naučná stezka Se Čtyřlístkem okolo Blaťáku – navazuje na muzeum a využívá spojitosti Doks s komiksovými Třeskoprskami (Blaťák je komiksový název pro Máchovo jezero)

## Partnerská města
- Bolków, Polsko – od roku 2006
- Oybin, Německo – od roku 2006